# Wendy Schaal
Wendy Schaal (født 2. juli 1954) er en amerikansk skuespiller og tegnefilmsdubber kendt for at lægge stemme til Francine Smith i den animerede komedieserie American Dad!. Hun er datter af skuespilleren Richard Schaal.